# 辽宁省文物保护单位
辽宁省文物保护单位，是由中华人民共和国辽宁省文物局提出，经辽宁省政府批准，上报国务院备案，正式对外公布并竖立标志的辽宁省省级文物保护单位，现已公布十二批。
- 第一批：1963年9月30日公布，共48项。（1956年9月21日曾公布117项，1963年调整后重新公布）[1]
- 第二批：1979年9月5日公布，共11项。
- 第三批：1986年7月23日公布，共2项。[2]
- 第四批：1988年12月20日公布，共99项。[3]
- 第五批：2000年10月31日公布，共21项。[4][5]
- 第六批：2003年3月20日公布，共56项。[6][7]
- 第七批：2007年5月26日公布，共65项。[8][9]
- 第八批：2008年6月11日公布，共56项。[10][11]
- 第九批：2014年10月17日公布，共251项。[12][13]
- 第十批（长城类）：2018年1月26日公布，共219项。[14]
- 第十一批（革命文物类）：2021年3月16日公布，共33项。[15]
- 第十二批：2025年6月4日公布，共110项。[16]

## 分市县名录
此列表列举了各地级市的省级文物保护单位，后来成为全国重点文物保护单位的文物未包括在内。
索引：沈阳市、大连市、鞍山市、抚顺市、本溪市、丹东市、锦州市、营口市、阜新市、辽阳市、盘锦市、铁岭市、朝阳市、葫芦岛市

### 沈阳市

#### 沈河区
- 太清宫（1）
- 长安寺（4-29）
- 慈恩寺（4-32）
- 沈阳南塔（6-22）[註 1]
- 沈阳南清真寺（6-23）
- 东三省官银号旧址（6-40）
- 奉天基督教青年会旧址（6-41）
- 英国汇丰银行奉天支行旧址（6-43）
- 汗王宫遗址（9-71）
- 般若寺（9-127）
- 东三省总督府旧址（9-178）
- 奉天咨议局旧址（9-184）
- 于济川公馆旧址（9-186）
- 日本驻奉天总领事馆旧址（9-208）
- 满铁奉天公所旧址（9-214）
- 肇新窑业有限公司旧址（9-215）
- 同泽女子中学（9-226）

#### 皇姑区
- 审判日本战犯特别军事法庭旧址（9-249）

#### 和平区
- 苏联红军阵亡将士纪念碑（1）
- 实胜寺（1）
- 中共满洲省委旧址（4-2）[註 2]
- 奉天驿旧址（6-39）
- 宋任穷旧居（9-187）
- 奉天邮便局旧址（9-197）
- 南满医学堂旧址（9-209）
- 万福麟公馆旧址（9-210）
- 沈阳秋林公司旧址（9-212）
- 法国汇理银行奉天支行旧址（9-217）
- 奉天邮务管理局旧址（9-224）
- 奉天广播无线电台旧址（9-225）
- 汤玉麟公馆旧址（9-230）

#### 大东区
- 周恩来同志少年读书旧址
- 沈阳东塔（6-22）[註 1]
- 杨宇霆公馆旧址（6-44）
- 老龙口酒窖池（9-73）
- 北大营营房遗址（9-179）
- 孙烈臣公馆旧址（9-185）
- 东北陆军讲武堂旧址（9-205）
- 常荫槐公馆旧址（9-218）

#### 铁西区
- 原沈阳铸造厂翻砂车间（8-39）
- 铁西工人村建筑群（9-248）

#### 苏家屯区
- 塔山山城（4-77）

#### 浑南区
- 青桩子城址（9-32）
- 上伯官城址（9-36）
- 浑河站旧址（9-188）

#### 沈北新区
- 石佛寺城址（8-2）

#### 于洪区
- 永安石桥（1-30）
- 沈阳抗美援朝烈士陵园（1-8）
- 郑家洼子青铜短剑墓（6-13）
- 沈阳北塔（含法轮寺）（6-22）[註 1]

#### 新民市
- 清柳条边遗址（6-12）[註 3]
- 辽滨塔（6-21）
- 公主屯后山遗址（8-1）

#### 康平县
- 小塔子城址（包括宝塔寺塔）（4-84）
- 顺山屯遗址（7-1）
- 蒙古诚慎亲王那尔苏陵园（9-91）
- 康平天主堂（9-156）

### 大连市

#### 西岗区
- 原大连市政厅达鲁尼市政府大楼（5-3）
- 烟台街俄式建筑群（9-157）
- 大山寮旧址（9-161）
- 关东州厅旧址（9-242）

#### 中山区
- 南满洲铁道株式会社旧址（9-181）
- 大清银行大连支店旧址（9-182）
- 横滨正金银行大连支店旧址（9-183）
- 大连中国海关旧址（9-198）
- 满铁大连图书馆旧址（9-199）
- 大连市埠头事务所旧址（9-201）
- 大连市役所旧址（9-206）
- 大连交易所旧址（9-216）
- 关东都督府邮便电信局旧址（9-219）
- 苏联领事馆旧址（9-220）
- 满铁大连医院旧址（9-221）
- 基督教圣公会礼拜堂（9-227）
- 大连中央邮便局旧址（9-228）
- 东洋拓殖株式会社大连支店旧址（9-241）

#### 沙河口区
- 大连中华工学会旧址
- 圣德太子纪念堂旧址（9-173）
- 大连沙河口净水厂旧址（9-203）

#### 甘井子区
- 营城子壁画墓
- 大嘴子遗址（5-8）
- 四平山积石墓（5-19）
- 文家屯遗址（9-1）
- 牧城驿（9-60）
- 营城子火车站旧址（9-160）

#### 旅顺口区
- 旅顺苏军烈士陵园（4-6）
- 牧羊城城址（4-69）
- 旅顺口日俄战争遗址（包括：东鸡冠山北堡垒、望台炮台、二〇三高地、电岩炮台）（4-91）
- 苏军胜利塔（6-45）
- 龙引泉遗址（7-10）
- 郭家村遗址（8-4）
- 老铁山—将军山积石墓（8-21）
- 小黑石村积石墓群（9-79）
- 于家砣头墓地（9-81）
- 鸦户嘴堡垒（9-145）
- 旅顺鱼雷修造厂旧址（9-154）
- 旅顺净水厂旧址（9-158）
- 旅顺市立普希金小学旧址（9-159）
- 旅顺实业学校旧址（9-162）
- 旅顺工科大学旧址（9-163）
- 旅顺中学校旧址（9-164）
- 旅顺师范学堂旧址（9-165）
- 旅顺工科大学校长旧居（9-166）
- 旅顺康德女塾学校旧址（9-167）
- 俄军卫戍医院旧址（9-168）
- 日本关东军陆防副司令官邸旧址（9-169）
- 尼克巴基赛旅馆旧址（9-170）
- 俄清银行旅顺分行旧址（9-171）
- 康特拉琴柯旧居（9-172）
- 关东都督府旧址（9-175）
- 旅顺大和旅馆旧址（9-176）
- 关东高等法院旧址（9-177）
- 肃亲王府旧址（9-195）
- 大谷光瑞旧居（9-200）
- 满蒙物产陈列馆考古部旧址（9-202）
- 旅顺高等公学校旧址（9-211）
- 罗振玉旧居（9-231）
- 土地调查部旧址（9-234）

#### 金州区
- 关向应故居（4-1）
- 小关屯石棚（8-20）
- 蛇盘山多宝塔及摩崖造像（8-37）
- 石河烽火台（7-7）
- 金州副都统衙门旧址（7-11）
- 元宝沟北山遗址（9-10）

#### 瓦房店市
- 横山书院（5-2）
- 台子屯石棚（6-15）
- 永丰塔（6-25）
- 复州城遗址（9-74）
- 张氏节孝牌坊（9-128）
- 复州知州衙署旧址（9-130）

#### 普兰店市
- 望海寺摩崖造像（4-8）
- 永安烽火台（7-8）
- 张店汉城址（8-6）
- 双房墓地（9-80）
- 唐屯塔（9-101）
- 藤屯塔（9-102）
- 城子坦近现代建筑群（9-148）

#### 庄河市
- 白店子石棚（7-3）
- 城山山城（8-3）
- 北吴屯遗址（8-5）
- 西高丽山城遗址（9-11）
- 长隆德庄园（9-129）
- 庄河城关近现代民居（9-147）

#### 长海县
- 上马石遗址（6-4）
- 吴家村遗址（7-2）

### 鞍山市

#### 铁东区
- 巨型玉石造像（6-37）
- 井井寮旧址（9-207）
- 昭和制钢所迎宾馆旧址（9-233）

#### 铁西区
- 鞍山制铁所一号高炉旧址（9-204）
- 昭和制钢所本社事务所旧址（9-232）

#### 千山区
- 鞍山驿堡（6-5）
- 中会寺（6-26）
- 大安寺（6-27）
- 祖越寺（6-28）
- 千山太和宫（9-131）
- 千山圆通观（9-132）
- 千山慈祥观（9-133）

#### 海城市
- 三学寺（4-23）
- 山西会馆（4-43）
- 琉璃影壁（4-44）
- 英城子山城（7-7）
- 牛庄太平桥（7-15）
- 海城同泽中学（8-41）
- 黄瓦窑遗址（9-75）
- 尚氏家族墓（9-92）
- 铁塔（9-95）

#### 台安县
- 张氏家宅（8-42）
- 孙城子城址（9-37）

#### 岫岩满族自治县
- 卧鹿山石庙（4-34）
- 娘娘城山城（4-78）
- 姑嫂石石棚（5-5）
- 北沟遗址（7-6）
- 石湖石柱（7-8）

### 抚顺市

#### 顺城区
- 高尔山山城
- 汉代列燧（5处）（6-7）

#### 东洲区
- 龙凤矿竖井（6-49）

#### 抚顺县
- 萨尔浒城和界藩城（5-9）
- 马郡单堡（7-16）
- 李家塔（8-25）
- 赵家塔（8-26）
- 莲花堡遗址（9-34）
- 图伦城（9-62）
- 碑碣沟墓地（9-93）
- 哈达村民居（9-196）

#### 清原满族自治县
- 清柳条边遗址（6-12）[註 3]
- 南山城遗址（8-7）
- 杨木林子遗址（9-27）
- 荒地墓群（9-82）

#### 新宾满族自治县
- 赫图阿拉城
- 费阿拉城（旧老城）（4-89）
- 黑沟山城（6-6）
- 杉松山城（9-39）
- 五龙山城（9-40）
- 太子山山城（9-41）
- 古勒城城址（9-61）

### 本溪市

#### 明山区
- 平顶山山城（9-42）

#### 溪湖区
- 边牛山城（7-11）

#### 本溪满族自治县
- 抗联第一路军西征会议遗址（4-5）
- 庙后山遗址（4-59）
- 铁刹山石刻（6-38）
- 九龙山城（7-12）
- 李家堡子山城（7-13）
- 孤山新堡（7-46）
- 老砬背洞穴墓地（8-23）
- 富城峪山城（9-63）
- 放牛洞洞穴墓地（9-83）
- 英甘子墓地（9-84）
- 鱼鳞洞摩崖石刻（9-144）
- 连山关近代建筑群（9-189）

#### 桓仁满族自治县
- 雅河墓群（包括：大青沟墓群，联合墓群，弯弯川墓群，雅河村墓群）（7-32）
- 小荒沟遗址（8-8）
- 高丽墓子墓群（8-22）
- 茧盘沟墓群（9-88）

### 丹东市

#### 振兴区
- 中国人民志愿军第十三兵团炮兵指挥旧址（4-7）
- 河尖古城址
- 伪满东行宫遗址（7-61）

#### 元宝区
- 辽东解放烈士纪念塔
- 辽东省人民政府旧址（8-45）

#### 振安区
- 叆河尖古城址
- 九连城城址（5-13）
- 江沿台堡城址（7-15）
- 鸭绿江浮桥（8-43）
- 任国桢故居（8-44）
- 马市村浮桥遗址（9-247）

#### 东港市
- 大孤山古建筑群
- 大鹿岛毛文龙碑（8-35）
- 桦木山遗址（9-2）
- 西土城遗址（9-58）
- 萌芽山山城（9-66）
- 杨家大院（9-152）

#### 凤城市
- 刘家堡遗址（4-75）
- 凤凰城城守尉衙署旧址（7-62）
- 魁星楼与孔庙牌坊（8-33）
- 尖砬子山城（9-64）
- 东台石盖墓群（9-85）
- 广甸灌渠（9-250）

#### 宽甸满族自治县
- 《创建大奠堡记》碑（4-30）
- 赫甸城城址（4-88）
- 虎山遗址（5-12）
- 小城子山城（7-14）
- 柏林川石刻（8-34）
- 高台堡山城（9-43）
- 青山沟小城子山城（9-44）
- 白菜地边墙（9-65）
- 鸡冠砬子墓群（9-89）
- 大奠堡城址（9-106）
- 崔家堡子墓碑（9-140）
- 奭公德政碑（9-143）

### 锦州市

#### 太和区
- 笔架山古建筑群（4-50）
- 前山墓地（7-34）
- 蛇山子汉墓群（7-35）
- 张作相官邸（8-48）

#### 古塔区
- 辽沈战役遗址 （含白老虎屯战斗遗址、梁士英舍身炸地堡遗址（1963年公布）、配水池战斗遗址（2003年并入）） （1-5）
- 古塔寺砖塔（8-30）
- “道光廿五”酒出土地（9-151）

#### 松山新区
- 水手营子遗址（8-12）

#### 凌河区
- 辽沈战役遗址（辽沈战役革命烈士纪念塔，1963年公布） （1-5）

#### 凌海市
- 辽沈战役遗址（东北野战军锦州前线指挥所旧址，1988年并入） （1-5）
- 四道沟遗址（8-11）
- 乾隆碑（8-36）
- 萧军墓（8-47）
- 范家沟遗址（9-12）
- 西鸽子洞遗址（9-13）
- 大王城遗址（9-38）
- 张作霖墓园（9-190）

#### 北镇市
- 琉璃寺西山遗址（6-8）
- 大市镇边堡城址（6-9）
- 新立辽代建筑遗址（6-10）
- 闾山观音阁（7-47）
- 新立石刻（7-56）
- 北镇清真寺（8-29）
- 中共沟帮子铁路党支部活动旧址（8-46）
- 乾州城址（9-52）
- 二道沟辽代重要遗址区（9-53）
- 三道沟辽代重要遗址区（9-54）
- 小阁石刻（9-139）
- 北镇天主教堂（9-153）
- 北镇基督教堂（9-174）
- 张作霖家庙（9-222）

#### 黑山县
- 辽沈战役遗址（黑山101高地遗址，1963年公布）（1-5）
- 黑山天主教堂（4-49）
- 清柳条边遗址（6-12）[註 3]
- 大吴台遗址（7-16）
- 新立屯关帝庙（8-28）
- 朱家洼墓（9-90）

#### 义县
- 八塔子塔（4-14）
- 花尔楼遗址（8-9）
- 向阳岭遗址（8-10）
- 青塔寺塔（8-27）
- 石家岭长城（9-107）
- 义州卫安泰门（9-108）

### 营口市

#### 站前区
- 楞严禅寺
- 营口海关（4-53）
- 牛庄居留民团役所旧址（4-54）
- 正隆银行旧址（6-52）
- 牛庄邮便局旧址（6-55）
- 牛庄俱乐部旧址（7-64）

#### 西市区
- 满洲银行营口支行旧址（6-53）
- 上海瑞昌成总号营口分号旧址（6-54）
- 太古轮船公司营口分公司旧址（8-49）
- 营口西大街近现代建筑群（9-150）

#### 鲅鱼圈区
- 望儿山塔（8-31）
- 烙铁山城址（9-14）
- 熊岳古城（9-72）
- 墩台山烽火台（9-109）

#### 大石桥市
- 石棚峪石棚（4-11）

#### 盖州市
- 盖县钟鼓楼（4-22）
- 铁塔山铁塔（7-48）
- 仙人岛烽火台（7-49）
- 鹤羊寺山遗址（9-31）
- 赤山山城（9-45）
- 盖州古城（9-67）
- 西崴子烽火台（9-110）
- 崇教寺（9-112）
- 三江会馆（9-113）
- 福建会馆（9-114）
- 辽南民居四合院（9-149）
- 盖平县立初级中学小木楼（9-223）

### 阜新市

#### 海州区
- 辽工大俄式建筑群（8-50）

#### 太平区
- 海州露天矿坑址（9-246）

#### 彰武县
- 千佛山摩崖造像（4-10）
- 圣经寺（4-41）
- 高山台烽火台（6-31）
- 西南城子城址（7-19）
- 小五喇叭城址（8-14）
- 平安堡遗址（9-8）
- 前皋皋村东遗址（9-15）
- 土城子城址（9-55）

#### 阜新蒙古族自治县
- 塔营子古城
- 海棠山摩崖造像（4-9）
- 大玄真宫祖碑（4-20）
- 红帽子城址（4-81）
- 瑞应寺（5-6）
- 勿欢池遗址（5-14）
- 高林台汉城址（7-17）
- 西营子古城址（7-18）
- 平顶山石城址（8-13）
- 塔山塔（9-96）
- 德惠寺（9-134）

### 辽阳市

#### 白塔区
- 北园二号壁画墓（7-37）
- 滨湖花园遗址（9-57）
- 辽阳城墙遗址（9-68）
- 拓石烟草公司旧址（9-235）

#### 文圣区
- 彭家公馆（4-52）
- 东门里壁画墓（7-39）
- 南郊路壁画墓群（7-40）
- 圆公塔（9-114）
- 辽阳天主教堂（9-146）
- 施医院（9-155）
- 辽阳基督教堂（9-180）

#### 宏伟区
- 壇城遗址（9-56）

#### 太子河区
- 上王家壁画墓（7-36）
- 三道壕三号墓（7-38）
- 道西庄壁画墓（9-87）

#### 灯塔市
- 李兆麟将军故居（7-65）

#### 辽阳县
- 首山清风寺（4-24）
- 柳家画像石墓（6-18）
- 塔湾塔（9-103）

### 盘锦市

#### 双台子区
- 侵华日本关东军护路守备队旧址（8-53）

#### 盘山县
- 小荒五台子烽火台（9-118）
- 王铁汉故居（9-192）
- 新开河工人运河（含二道桥子抽水站旧址）（9-213）

#### 大洼县
- 辽河油田第一口探井（7-63）
- 大堡子城址（9-69）
- 田庄台水上警察一分队旧址（9-236）
- 田庄台抽水站旧址（9-243）
- 盘锦农垦局旧址（9-244）

### 铁岭市

#### 银州区
- 慈清寺（4-42）
- 铁岭白塔（7-51）

#### 调兵山市
- 南城子山城（7-23）
- 太平山遗址（9-9）
- 北城子山城（9-16）
- 点将台山城（9-18）

#### 开原市
- 崇寿寺塔
- 龙潭寺山城（包括龙潭寺）（4-80）
- 老城清真寺（7-50）
- 古城子山城（8-15）
- 开原王皋城城址（8-18）
- 孤山子山城（9-19）
- 转山子遗址（9-22）
- 马家寨山城（9-46）
- 龙湾山城（9-47）
- 开原老城城墙（9-115）

#### 铁岭县
- 催阵堡山城（4-79）
- 张楼子山城（7-22）
- 铁岭小屯李成梁家族墓石像生（8-38）
- 铁岭殷家屯侵华日军军事工程设施旧址（8-51）
- 阿吉胜利钟楼（8-52）

#### 昌图县
- 八面城城址（4-85）
- 曲家黑城城址（8-16）
- 白沙滩遗址（9-3）
- 后山冈子遗址（9-4）
- 大小锅盖山城（9-25）
- 吴俊生墓（9-229）

#### 西丰县
- 沙河南冈遗址（7-21）
- 天德玉振山城（8-17）
- 崔家坟遗址（9-17）
- 三门戗子遗址（9-20）
- 序文遗址（9-21）
- 楸子沟遗址（9-26）
- 西岔沟墓群（9-86）

### 朝阳市

#### 双塔区
- 朝阳南塔（4-17）
- 朝阳关帝庙（4-36）
- 三学寺碑（7-54）
- 龙腾苑遗址（9-48）
- 龙城宫城南门遗址（9-49）

#### 龙城区
- 建州城址（7-26）
- 房圹子地遗址（9-29）
- 西城子遗址（9-35）

#### 凌源市
- 万祥寺
- 天盛号石拱桥（4-19）
- 万祥寺（4-39）
- 鱼化石产地（4-58）
- 安杖子城址（4-73）
- 四官营子小塔（7-53）
- 田家沟积石冢（9-76）
- 十八里堡塔（9-99）
- 凌云寺（9-135）

#### 北票市
- 惠宁寺（4-38）
- 丰下遗址（4-67）
- 黑城子城址（4-83）
- 耶律仁先家族墓（4-96）
- 冯素弗墓（5-21）
- 喇嘛洞三燕文化墓地（8-24）
- 金岭寺遗址（9-50）

#### 朝阳县
- 袁台子壁画墓（4-94）
- 松树嘴子城址（6-11）
- 安德州城址（7-24）
- 柳城遗址（7-29）
- 土城子城址（8-19）
- 玉清宫（8-32）
- 后山遗址（9-28）
- 大青山遗址（9-51）
- 老山洼积石冢（9-77）
- 马莲桥积石冢（9-78）
- 仁寿寺牌楼（9-116）

#### 建平县
- 敖包山遗址（4-65）
- 霍家地城址（4-68）
- 汉长城址（八家子农场小五家子至孤家子乡桃吐村）（4-70）
- 张家营子城址（4-71）
- 榆树林城址（4-72）
- 达拉甲城址（5-17）
- 喀喇沁右翼旗蒙古王陵（9-94）
- 美公灵塔（9-105）

#### 喀喇沁左翼蒙古族自治县
- 鸽子洞旧石器文化遗址
- 大城子塔（1）
- 康泰真墓碑（4-21）
- 天成观（4-40）
- 北洞遗址（5-15）
- 白狼县故城址（7-25）
- 龙山县故城址（7-27）
- 黄家店城址（7-28）
- 守性寺（9-117）

### 葫芦岛市

#### 龙港区
- 葫芦岛筑港开工纪念碑（4-56）[註 4]
- 张学良别墅（8-56）

#### 南票区
- 安昌岘塔（4-16）
- 缸窑岭明性寺（7-55）
- 双塔沟塔（9-104）
- 香炉山岩画（9-137）
- 下五家子惨案遗址（9-239）

#### 连山区
- 莲花山圣水寺（4-35）
- 塔山阻击战革命烈士纪念塔
- 灵山寺（6-35）
- 连山烈士陵园（9-237）
- 群力渡槽（9-251）

#### 兴城市
- 兴城温泉别墅（4-57）
- 城隍庙（6-36）
- 郜家住宅（8-54）
- 周家住宅（8-55）
- 红毛山遗址（9-6）
- 大龙宫寺遗址（9-59）
- 北台山烽火台（9-119）
- 朝阳寺烽火台（9-120）
- 台子山烽火台（9-121）
- 杏山长城（9-122）
- 溯本堂（9-193）

#### 绥中县
- 妙峰山双塔（4-13）
- 三台子烽火台（4-27）
- 前所城（4-28）
- 朱梅墓（4-98）
- 打雀庄遗址（9-30）
- 前卫歪塔（9-100）
- 三山沟长城1段（9-123）
- 上九门台长城1段（9-124）
- 松岭子长城1段（9-125）
- 小山口烽火台（9-126）
- 将军石摩崖石刻（9-141）
- 鼓山长城题铭石刻（9-142）

#### 建昌县
- 关氏世传碑（5-7）
- 药王庙古城址（7-30）
- 山咀子洞穴遗址（9-7）
- 金宝营子遗址（9-23）
- 小孤山子遗址（9-24）
- 杜梨树遗址（9-33）